# Villanovaforru
Villanovaforru település Olaszországban, Szardínia régióban, Medio Campidano megyében. Lakosainak száma 584 fő (2023. január 1.). Villanovaforru Collinas, Lunamatrona, Sanluri és Sardara községekkel határos.

## Népesség
A település lakossága az elmúlt években az alábbi módon változott:
| Lakosok száma | 675  | 705  | 584  |
|               | 2017 | 2018 | 2023 |